# 宝豊県
宝豊県（ほうほう-けん）は、中華人民共和国河南省平頂山市の管轄下にある県。県人民政府は父城街道にある。酒造業と清涼寺汝官窯遺跡で有名。

## 行政区画
- 街道:父城街道、文峰街道、鉄路街道
- 鎮:周荘鎮、鬧店鎮、石橋鎮、商酒務鎮、大営鎮、張八橋鎮、趙荘鎮
- 郷:肖旗郷、前営郷、李荘郷